# Ingrid Betancourtová
Íngrid Betancourt Pulecio (* 25. prosince 1961, Bogotá, Kolumbie) je kolumbijsko-francouzská politička, bývalá senátorka a aktivistka.

## Život
Betancourtová vystudovala politologii v Paříži. Do aktivní politiky v Kolumbii vstoupila založením strany Zelených, v 90. letech se jako senátorka angažovala v boji proti korupci a za ochranu lidských práv. Má kromě kolumbijské státní příslušnosti také francouzské občanství, které získala po sňatku se svým prvním manželem a otcem jejích dvou dětí, Melanie a Lorenza – francouzským diplomatem Fabricem Delloyem, se kterým se potkala během studií.

## Únos
Byla unesena 23. února 2002 levicovou povstaleckou organizací FARC (Revoluční ozbrojené síly Lidové armády Kolumbie) společně se 14 dalšími rukojmími a odvlečena do amazonského pralesa, kde strávila následujících šest let. Kolumbijské bezpečnostní složky se při této akci vydávaly za členy nevládní organizace, která měla rukojmí přepravit vrtulníkem na místo, kde by se setkali s vrchním velitelem FARC. Byli osvobozeni 2. července 2008.
Videozáběry z tábora povstalců tehdy sledovali lidé z Kolumbie i ze zahraničí. Betancourtová v nich žádala představitele země o vyšetření okolností jejího únosu a apelovala na vládu, aby se skupinou FARC obnovila mírové rozhovory.
Po propuštění na svobodu se Betancourtová z veřejného života na několik let stáhla. Většinu času žila s rodinou ve Francii a napsala knihu „Dokonce i mlčení má svůj konec“, ve které vylíčila své zážitky ze zajetí. Do kolumbijskou politiky se vrátila až během roku 2021.

## Prezidentská kandidatura 2022
V lednu 2022 Betancourtová oznámila svou kandidaturu na prezidentku Kolumbie. Poprvé kandidovala již v roce 2002 neúspěšně z pozice senátorky a předsedkyně strany Zelených. Betancourtová kvůli kandidatuře opustila levicovou stranu Zelených a kandidovala jako nezávislá politička středu, výhodou byl její silný životní příběh se zkušeností věznění. Z volební kampaně se však již v květnu stáhla, prezidentem se v srpnu 2022 stal Gustavo Petro.